# Brice Johnson
Jonathan Brice Johnson (nascido em 27 de junho de 1994) é um jogador norte-americano de basquete profissional que atualmente joga pelo Los Angeles Clippers na National Basketball Association (NBA). Jogou basquete universitário pelos Tar Heels da Carolina do Norte entre 2012 e 2016.
Foi selecionado pelos Clippers com a vigésima quinta escolha geral do draft da NBA de 2016.